# Rutstroemia lindaviana
Rutstroemia lindaviana är en svampart som först beskrevs av Wilhelm Kirschstein, och fick sitt nu gällande namn av Dennis 1960. Rutstroemia lindaviana ingår i släktet Rutstroemia och familjen Rutstroemiaceae.  Arten är reproducerande i Sverige. Inga underarter finns listade i Catalogue of Life.